# Colegiata de Santa María la Mayor (Alquézar)
La colegiata de Santa María la Mayor es una colegiata-castillo con orígenes de fortaleza, construida en el siglo IX d. C. por Jalaf ibn Rasid para frenar a los reinos cristianos del norte. Situada en la localidad de Alquézar en la provincia de Huesca, España

## Historia
El origen de esta fortaleza está a principios del siglo IX d. C., cuando Jalaf ibn Rasid construye el primer castillo para impedir el avance de la resistencia cristiana.
En torno a 1067, es conquistada por Sancho Ramírez, hijo de Ramiro I, y pasa a ser una fortaleza cristiana a la que se le denominó "Castrum Alqueçaris". A medida que el proceso de la Reconquista avanza hacia Barbastro o Huesca, esta fortaleza va perdiendo su importancia militar y estratégica y se convierte en una institución religiosa.
Es en 1099 cuando Sancho Ramírez decide dotar a Alquézar de una comunidad de canónigos agustinos. Para ello, construye una iglesia colegiata románica que será sustituida en el siglo XVI d. C. por otra tardogótica y de la que sólo se conserva el atrio con capiteles historiados.

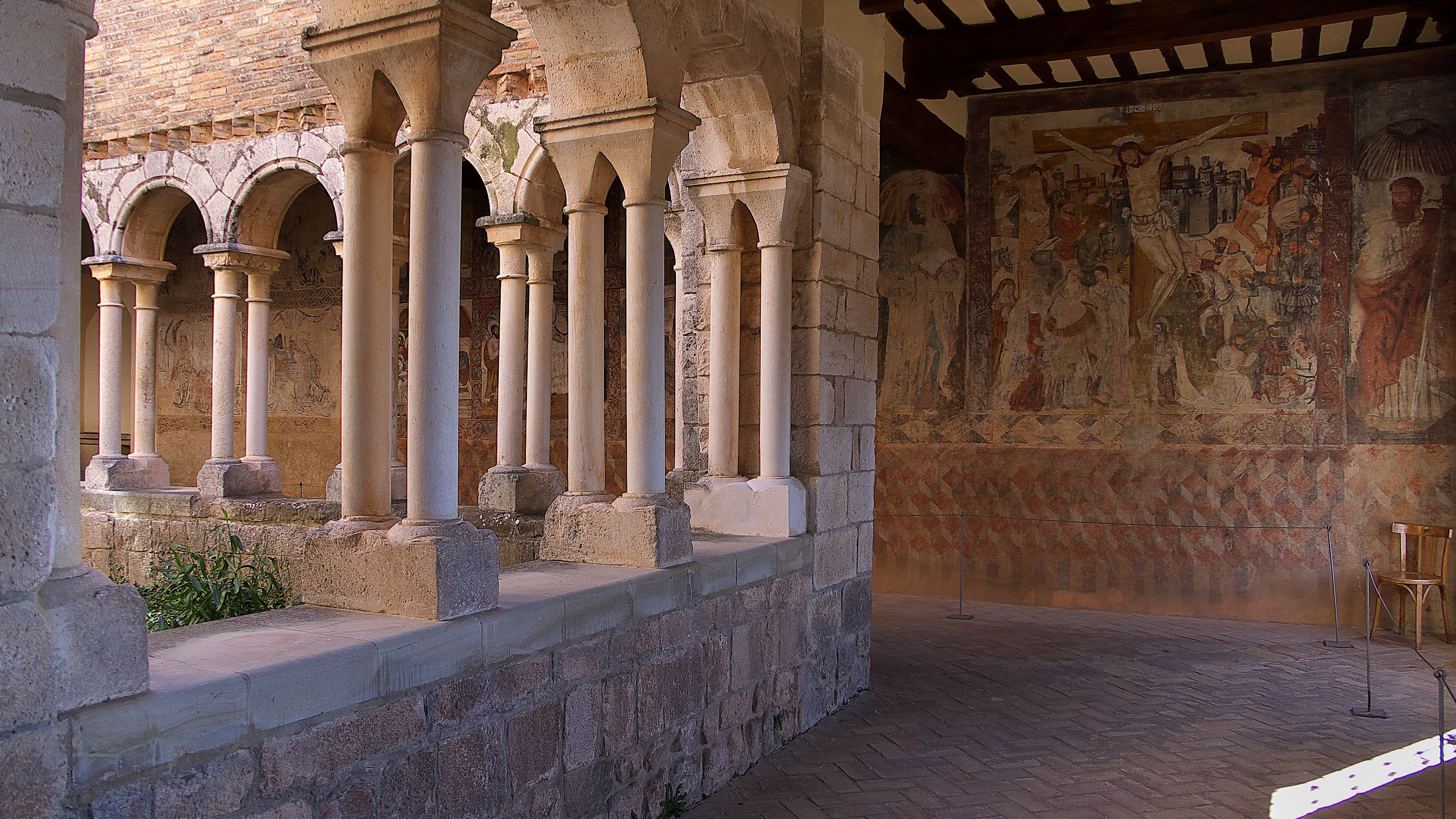
Pinturas del interior.

En el siglo XIV d. C. se construyó el claustro gótico pero en un estilo próximo al románico. Su planta es la de un cuadrilátero irregular, con columnas pareadas y arcos de medio punto. Todavía se mantienen seis capiteles historiados románicos de la primera mitad del siglo XII d. C. con temas como el la creación de Adán, la Tentación de Eva y Adán en el Paraíso, Caín y Abel, el Diluvio Universal o la Historia de Abraham entre otros.
Entre los siglos XV y XVIII, los muros del claustro fueron decorados con pinturas al fresco que relatan escenas del Nuevo Testamento.
En la primera mitad del siglo XVI d. C. se erigió la actual Colegiata de Santa María, uno de los monumentos más visitados de Alquézar. Es obra del arquitecto Juan de Segura, también autor de la Seo de Barbastro. Durante el siglo XVII d. C. se le añaden algunas capillas y el retablo mayor, situado en el presbiterio. Es de madera dorada y policromada, realizado en un estilo de transición entre el renacimiento y el barroco.

## Claustro
Conserva un curioso y elegante claustro románico trapezoidal, este tipo no es tan infrecuente como pudiera parecer, lo encontramos en la catedral de Gerona, en San Sebastián dels Gorgs, San Cugat del Valles o San Pere de Rodes. Santo Domingo de Silos tampoco es simétrico y presenta esta forma. Se ha dicho que este tipo es de influencia islámica, pero los encontramos también al norte de los Pirineos: Saint-Martín du Canigou, Le Thoronet o Saint-Guilhem-le-Désert. Este tipo de planta normalmente se genera por tener que adaptarse los maestros de obra a un espacio determinado.
Los arcos del claustro no tienen clave, sino que están construidas por dovelas contiguas sin necesidad de ubicar una de ellas en el punto central del arco. La falta de una dovela central no implica ninguna problemática constructiva, ya los visigodos lo hacían en el siglo VI d. C. y VII, construyendo arcos con dovelas regulares o irregulares y normalmente, no siempre, sin clave.